# Communauté de communes des Coteaux de l'Albret
La communauté de communes des Coteaux de l'Albret est une ancienne communauté de communes française, située dans le département de Lot-et-Garonne et la région Nouvelle-Aquitaine.

## Composition
| Nom                         | Code Insee | Gentilé           | Superficie (km2) | Population (dernière pop. légale) | Densité (hab./km2) |
| --------------------------- | ---------- | ----------------- | ---------------- | --------------------------------- | ------------------ |
| Francescas (siège)          | 47102      |                   | 21,23            | 741 (2014)                        | 35                 |
| Andiran                     | 47009      | Andiranais        | 9,89             | 218 (2014)                        | 22                 |
| Calignac                    | 47045      | Calignacois       | 18,38            | 532 (2014)                        | 29                 |
| Espiens                     | 47090      | Espiennais        | 17,48            | 386 (2014)                        | 22                 |
| Fieux                       | 47098      |                   | 14,85            | 352 (2014)                        | 24                 |
| Fréchou                     | 47103      | Fréchoulais       | 11,97            | 208 (2014)                        | 17                 |
| Lamontjoie                  | 47133      | Montjoyards       | 17,75            | 510 (2014)                        | 29                 |
| Moncaut                     | 47172      | Moncautois        | 15,76            | 621 (2014)                        | 39                 |
| Moncrabeau                  | 47174      | Moncrabelais      | 49,94            | 742 (2014)                        | 15                 |
| Montagnac-sur-Auvignon      | 47180      | Montagnacais      | 22,69            | 612 (2014)                        | 27                 |
| Nomdieu                     | 47197      | Dieunommés        | 12,59            | 235 (2014)                        | 19                 |
| Saint-Vincent-de-Lamontjoie | 47282      | Vincentmontjouais | 15,29            | 257 (2014)                        | 17                 |
| Saumont                     | 47287      | Saumonais         | 6,74             | 252 (2014)                        | 37                 |

## Compétences

### Compétences obligatoires
- Aménagement de l'espace
- Développement économique

## Administration
| Période                                  | Période | Identité         | Étiquette | Qualité          |
| ---------------------------------------- | ------- | ---------------- | --------- | ---------------- |
|                                          | 2016    | Francis Malisani |           | maire de Moncaut |
| Les données manquantes sont à compléter. |         |                  |           |                  |

## Historique
Elle a été créée en 1996, à l'initiative de Pierre Dagras, maire du Fréchou, qui en fut le premier Président de 1996 à 2008.
Elle fusionne avec la communauté de communes du Val d'Albret et la communauté de communes du Mézinais pour former Albret Communauté au 1er janvier 2017.